# Monstrilla nasuta
Monstrilla nasuta är en kräftdjursart som beskrevs av Davis och Green 1974. Monstrilla nasuta ingår i släktet Monstrilla och familjen Monstrillidae. Inga underarter finns listade i Catalogue of Life.